# Lobianchia
Lobianchia è un genere di pesci ossei abissali appartenente alla famiglia Myctophidae.

## Distribuzione e habitat
Le due specie del genere sono diffuse nell'Oceano Atlantico e sono entrambi presenti anche nel mar Mediterraneo. Sono pesci batipelagici.

## Specie
- Lobianchia dofleini
- Lobianchia gemellarii[1]